# Gustave Vanaise
Gustave Vanaise né à Gand le 24 octobre 1854 et mort à Saint-Gilles le 20 juillet 1902, est un peintre belge de sujets historiques et religieux, de scènes intimistes et de portraits.

## Biographie
Il étudie à l'Académie royale des beaux-arts de Gand dans l'atelier de Théodore Canneel, puis à Bruxelles.
Il fait partie d'un groupe enthousiaste d'artistes et de sculpteurs de Saint-Gilles (Bruxelles) mené par Jef Lambeaux, où il côtoie Karl, fils de Constantin Meunier, Jules Lagae et Dario de Regoyos. 
Il fait un long séjour à Paris et voyage en Italie en 1882-1883
En 1883, il est un des membres fondateurs du groupe bruxellois d'avant-garde « Les Vingt ». Il en démissionnera en 1886 avant son voyage en Espagne en 1887.

## Œuvre
On lui doit des portraits, ainsi que de vastes compositions décoratives dont "Van Artevelde acclamé, assassiné et glorifié", qui traduisent son admiration pour les maîtres anciens, tel que Rubens. Sous l'influence des recherches contemporaines, sa facture solide s'assouplit et sa palette traditionnelle s'éclaircit. 
- Bruges, musée Groeninge : Portrait de M. Bruggeman, capitaine de la garde civile, 1884[réf. nécessaire].
- Bruxelles, musée Fin-de-Siècle :
  - Bacchante, Huile sur toile, 91 × 141 cm, don du sénateur Arthur Van den Nest[2] ;
  - Portrait de S.A. le prince Baudouin de Belgique (1869-1891), 1893, huile sur toile ovale, 165 × 115 cm[3] ;
  - Portraits de M. et Mme Georges Hobé, huile sur toile, 161 × 161 cm, don de la famille Hobé[4]

- Gand :

- - musée des Beaux-Arts :
    - Saint Liévin en Flandre, 1882, huile sur toile, 296 × 355 cm[5]
    - Lagunes à Venise, 1883, huile sur toile, 102 × 151 cm[6]
    - César De Cock, 1884, huile sur toile, 114 × 84 cm[7]
    - Glorification de Jacques Van Artevelde, huile sur toile, 498 × 854 cm[8]

- - palais de justice : Van Artevelde.
- Louvain, musée M : Sakala et mademoiselle Jeanne De Raedt, 1886, huile sur toile, 130 × 147 cm[9]
- Arlon, Musée Gaspar : portrait de vieillard, s.d., huile sur bois, 21 x 12 cm. Le tableau porte une dédicace de l'artiste à Jean Gaspar.

Collections privées
- Quentin Metsys enfant peignant sa mère, 1879, huile sur toile, 159 × 119 cm, Vente 2021[10]
- Portrait en pied d'un jeune garçon, 1879, huile sur toile, 171 × 94 cm, Vente 2004[11]
- William Key peignant le portrait du duc d'Albe ordonnant la décapitation des comtes d'Egmont et de Hoorne, 1880, huile sur toile, 130 × 201 cm, Vente 2024[12]
- Madeleine au tombeau du Christ, 1880, huile sur toile, 170 × 250 cm, Vente 2022[13]
- L'Innocence, 1884, toile, 92 × 145 cm, Vente 2022[10]
- La Cour des lions, 1887, huile sur toile, 71 × 67 cm, Vente 2022[10]
- Salomé, 1895, huile sur toile, 237 × 159 cm, Vente 2024[10]
- La Jeune chanteuse, 1897, huile sur toile, 121 × 61 cm, Vente 2019[10]

- Cavalier devant un paysage, Huile sur acajou,45 × 31 cm, Vente 2018[14]
- Lecture près de la mare, huile sur toile, 44 × 65 cm, Vente 2022[10]
- Nu allongé avec un éventail, huile sur toile, 55 × 85 cm, Vente 2022[10]
- Gondoliers à Venise, huile sur toile, 80 × 52 cm, Vente 2020[10]
- La Visite de l'atelier, Huile sur panneau, 45 × 35 cm, Vente 2020[10]

Localisation inconnue
- - Louis XI et Olivier le daim (réputé détruit lors de l'invasion de la Belgique par l'armée allemande en mai 1940) ;
  - Femme au perroquet ;
  - Dimanche soir ;
  - Bon samaritain;
  - Saint Martin ;
  - Source ;
  - Mélancolie ;
  - Samovar ;
  - Chapelle royale de la cathédrale de Grenade ;
  - Dans l'atelier ;
  - Dame au chien ;
  - Portrait du compositeur Miry ;
  - Dieu le veut !.

Œuvres de Gustave Vanaise
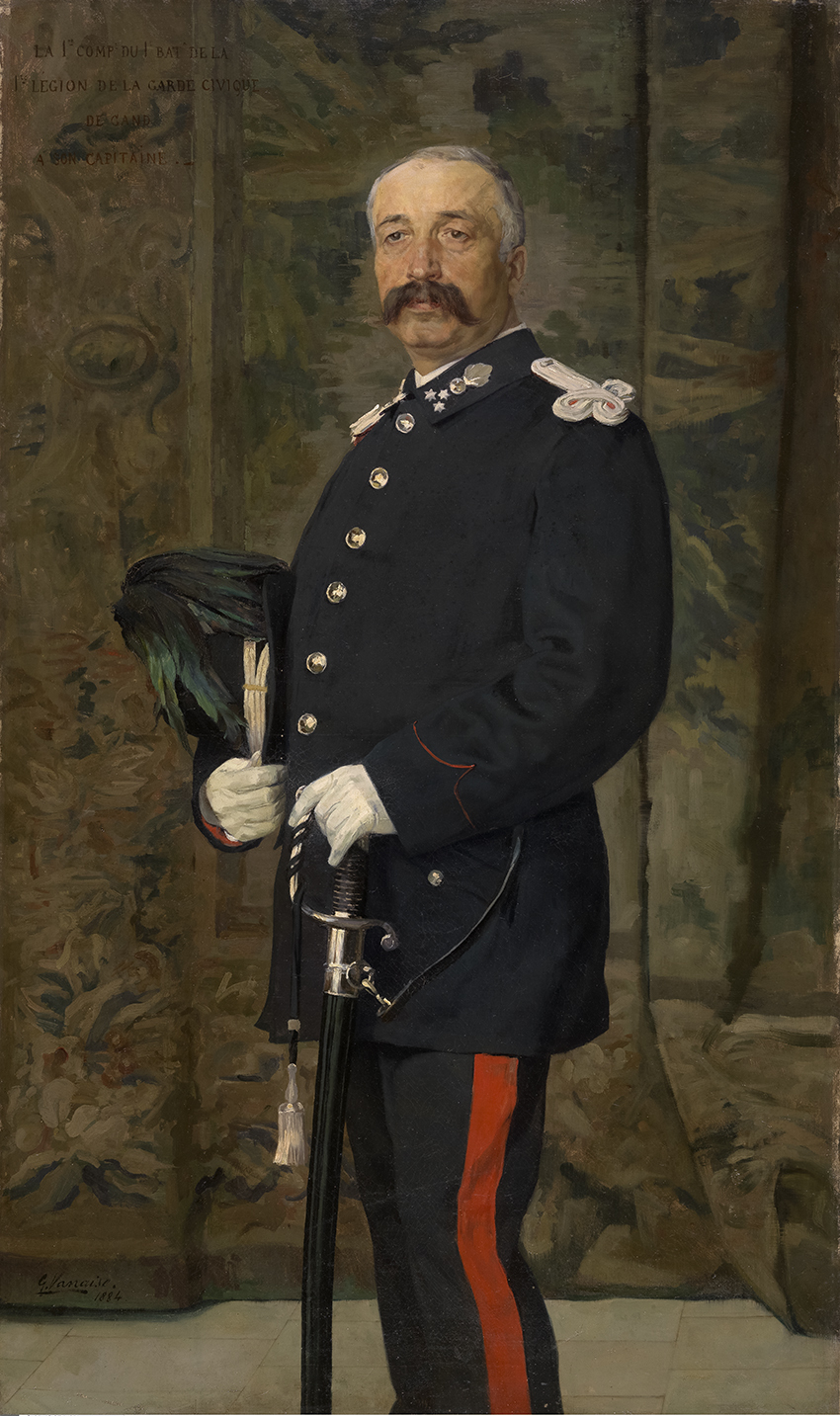
Portrait de M. Bruggeman, capitaine de la garde civile (1884), Bruges, musée Groeninge
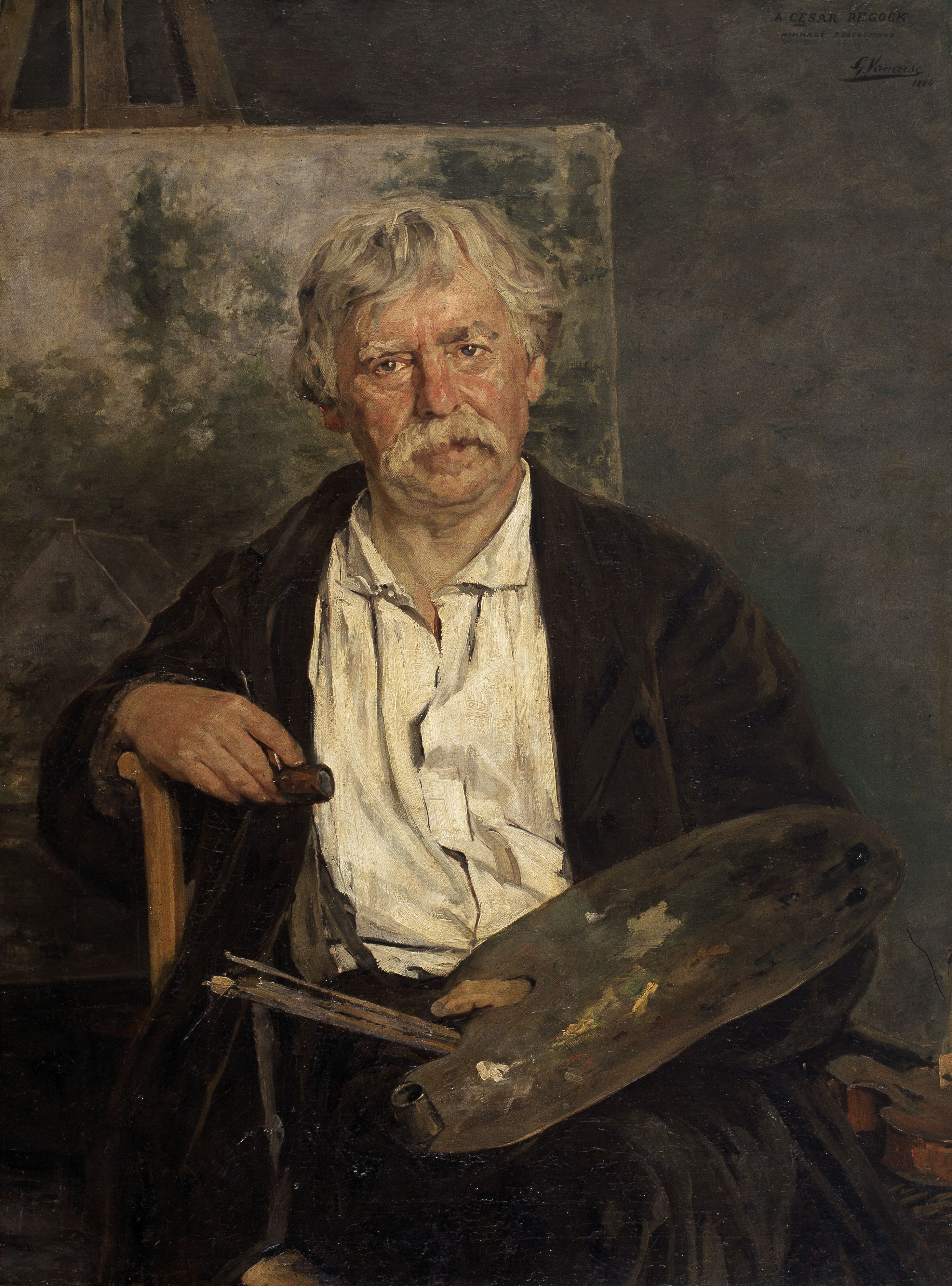
César De Cock, 1884 musée des Beaux-Arts de Gand
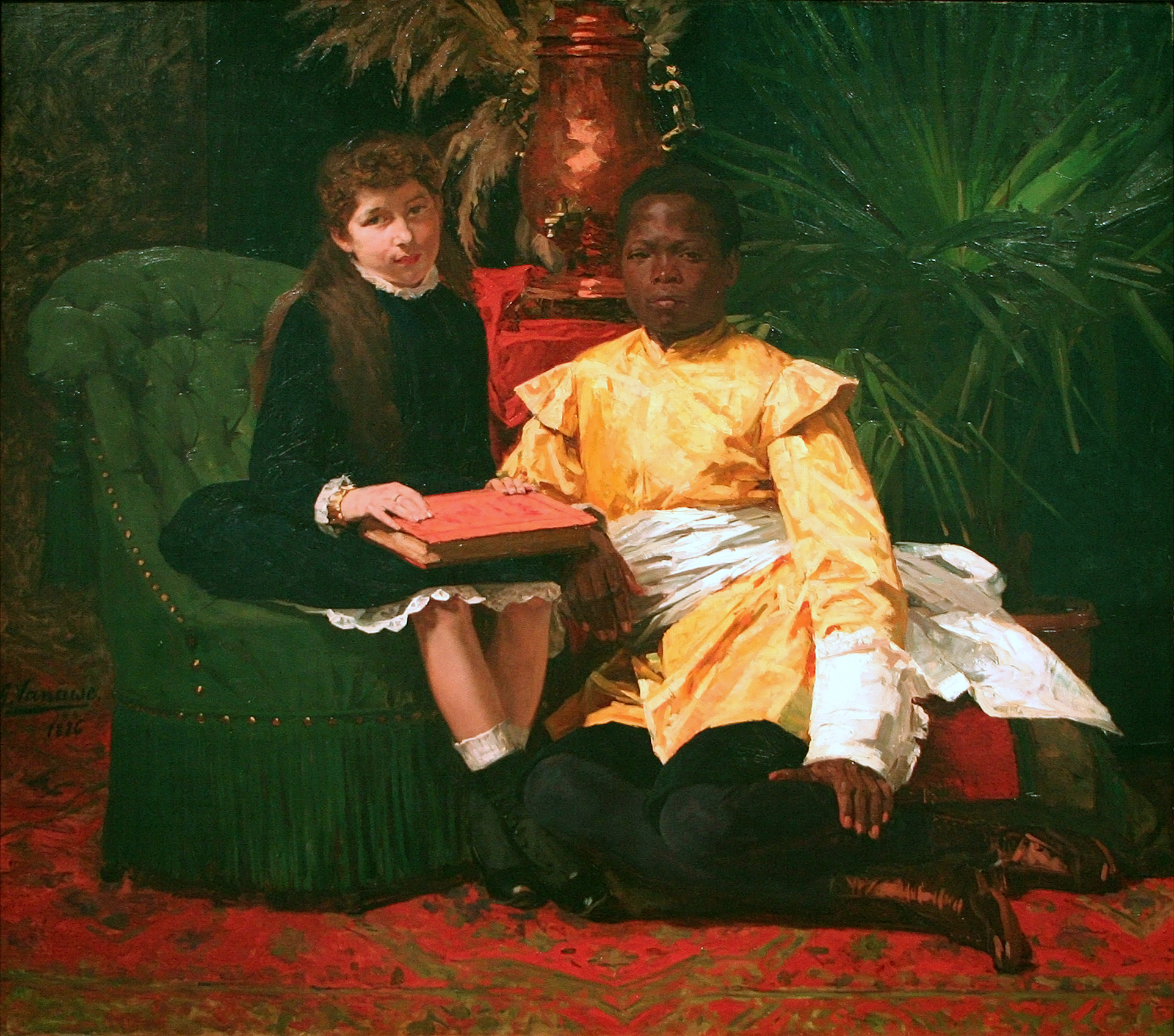
Sakala et mademoiselle Jeanne De Raedt (1886), Louvain, musée M.
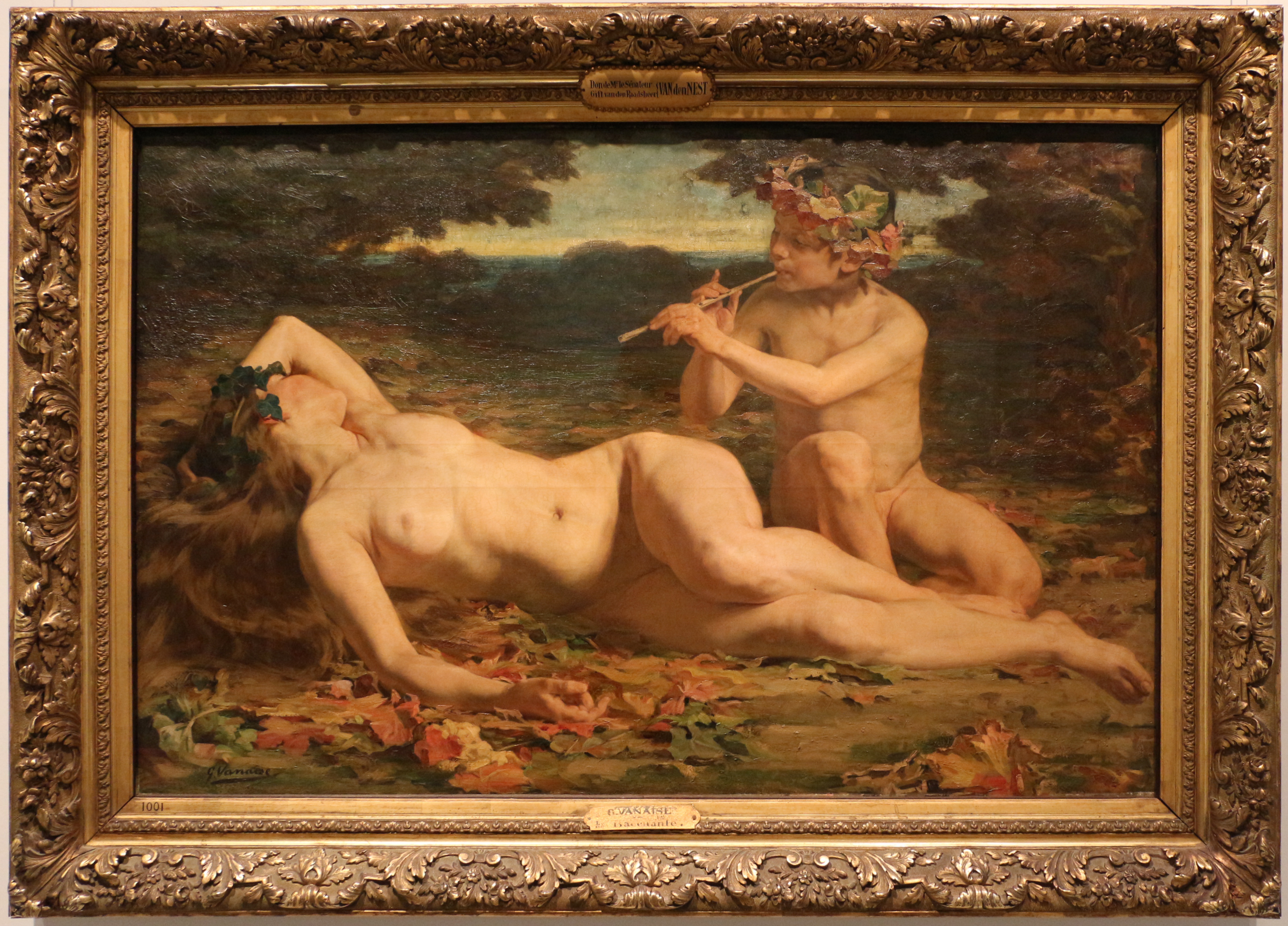
Bacchante, Bruxelles, musée Fin-de-Siècle.